# Liste der Monuments historiques in Saint-Symphorien-sur-Saône
Die Liste der Monuments historiques in Saint-Symphorien-sur-Saône führt die Monuments historiques in der französischen Gemeinde Saint-Symphorien-sur-Saône auf.

## Liste der Objekte
| Bezeichnung                         | Beschreibung                          | Standort                           | Kennzeichnung | Schutzstatus | Datum | Bild |
| ----------------------------------- | ------------------------------------- | ---------------------------------- | ------------- | ------------ | ----- | ---- |
| Skulptur Madonna mit Kind           | Holz, farbig gefasst, 15. Jahrhundert | in der Kirche St-Symphorien (Lage) | PM21002078    | Classé       | 1962  |      |
| Skulptur Petrus                     | Holz, farbig gefasst, 18. Jahrhundert | in der Kirche St-Symphorien (Lage) | PM21002079    | Classé       | 1962  |      |
| Reliquienskulptur Heiliger Theobald | Holz, vergoldet, 18. Jahrhundert      | in der Kirche St-Symphorien (Lage) | PM21002080    | Classé       | 1962  |      |
| Skulptur Paulus                     | Holz, farbig gefasst, 18. Jahrhundert | in der Kirche St-Symphorien (Lage) | PM21002688    | Classé       | 1962  |      |